# Jonathan Canter
Pour les articles homonymes, voir Canter.
Jonathan Canter, né le 4 juin 1965 à Los Angeles, est un ancien joueur de tennis professionnel américain.

## Palmarès

### Titre en simple messieurs
| No | Date       | Nom et lieu du tournoi       | Catégorie  | Dotation | Surface      | Finaliste    | Score         |  |
| -- | ---------- | ---------------------------- | ---------- | -------- | ------------ | ------------ | ------------- |  |
| 1  | 23-12-1985 | Melbourne Outdoor, Melbourne | Grand Prix | 80 000 $ | Gazon (ext.) | Peter Doohan | 5-7, 6-3, 6-4 |  |

## Autres performances
- Masters du Canada : Demi-finaliste en 1986
- Tournoi Challenger de Guadeloupe en 1987